# Wyrandy
Wyrandy (deutsch Wyranden, 1938 bis 1945 Wiranden) ist ein Ort in der polnischen Woiwodschaft Ermland-Masuren. Er gehört zur Gmina Purda (Landgemeinde Groß Purden) im Powiat Olsztyński (Kreis Allenstein).

## Geographische Lage
Wyrandy liegt im Westen der Woiwodschaft Ermland-Masuren, 15 Kilometer südöstlich der Kreis- und Woiwodschaftshauptstadt Olsztyn (deutsch Allenstein).

## Geschichte
Im Jahre 1380 oder schon etwas früher wurde das damalige Wereyn, das nach 1785 Wiranden und nach 1820 Wyranden genannt wurde, gegründet. 1785 meldete das „adlige Bauerndorf“ 25 Feuerstellen, 1820 waren es 22 Feuerstellen bei 100 Einwohnern. Die Volkszählung am 3. Dezember 1861 erbrachte für Wyranden 21 Wohngebäude bei 209 Einwohnern.
Von 1874 bis 1945 war das Dorf in den Amtsbezirk Klein Trinkhaus (polnisch Trękusek) im ostpreußischen Kreis Allenstein eingegliedert. Die Einwohnerzahl Wyrandens belief sich im Jahre 1910 auf 251, und im Jahre 1933 auf 236.
Aus politisch-ideologischen Gründen der Abwehr fremdländisch erscheinender Ortsnamen wurde Wyranden am 3. Juni – offiziell bestätigt am 16. Juli – 1938 in „Wiranden“ umbenannt. Ein Jahr später zählte das Dorf 243 Einwohner.
In Kriegsfolge kam 1945 das gesamte südliche Ostpreußen zu Polen. Wiranden erhielt die polnische Namensform „Wyrandy“ und ist heute eine Ortschaft innerhalb der Landgemeinde Purda (Groß Purden) im Powiat Olsztyński (Kreis Allenstein), von 1975 bis 1998 der Woiwodschaft Olsztyn, seither der Woiwodschaft Ermland-Masuren zugehörig.

## Kirche
Bis 1945 war Wyranden resp. Wiranden in die evangelische Kirche Allenstein in der Kirchenprovinz Ostpreußen der Kirche der Altpreußischen Union, außerdem in die römisch-katholische Kirche Klaukendorf (polnisch Klewki) im damaligen Bistum Ermland eingepfarrt.
Heute gehört Wyrandy katholischerseits auch zur Kirche in Klewki, jetzt im Erzbistum Ermland gelegen. Evangelischerseits orientieren sich die Einwohner zur Christus-Erlöser-Kirche Olsztyn in der Diözese Masuren der Evangelisch-Augsburgischen Kirche in Polen.

## Verkehr
Wyrandy liegt an einer Nebenstraße, die Purda (Groß Purden) mit Marcinkowo (Alt Mertinsdorf, 1939 bis 1945 Alt Märtinsdorf) verbindet. Marcinkowo ist auch die nächste Bahnstation. Sie liegt an der PLP-Linie 219: Olsztyn–Ełk.